# كمشتكين بن دانشمند
كمشتكين بن دانشمند هو أحد القادة العسكريين البارزين في التاريخ الإسلامي، ويُعد المؤسس الحقيقي للدولة الدانشمندية في الأناضول خلال القرن الخامس الهجري (الحادي عشر الميلادي).
النشأة والخلفية
ينحدر كمشتكين من قبيلة تركمانية استقرت في مناطق أذربيجان وأران. كان والده، طايلو التركماني، يُلقب بـ”دانشمند” نظرًا لكونه معلمًا لأبناء التركمان. في عام 455 هـ (1063 م)، قاد السلطان السلجوقي ألب أرسلان حملة عسكرية إلى أذربيجان استعدادًا لغزو الروم والكرج. انضم إليه أمراء التركمان، ومن بينهم والد كمشتكين، الذي دلّ السلاجقة على طرق ومجاهل بلاد الكفار. أُعجب ألب أرسلان بذكاء وشجاعة والد كمشتكين، فعينه واليًا على أحد الأقاليم وقائدًا لأحد جيوشه. ظل والد كمشتكين يغزو بلاد الروم حتى توفي عام 477 هـ (1084 م)، فتولى الإمارة ابنه الأكبر كمشتكين .
تأسيس الدولة الدانشمندية
بعد وفاة والده، تولى كمشتكين القيادة، ويُعتبر المؤسس الحقيقي للدولة الدانشمندية في الأناضول. واصل الفتوحات، ففتح قسطمونة وجانقري، وانتزع من البيزنطيين ميناء سينوب على البحر الأسود .
مواجهة الحملة الصليبية الأولى
في عام 491 هـ (1098 م)، استولت الحملة الصليبية الأولى على مدينة نيقية، عاصمة سلاجقة الروم، وأنزلوا بالسلاجقة هزيمة أخرى غرب آسيا الصغرى بقيادة الأمير الصليبي بوهيمند الأول النورماني. ثم تقدموا إلى أنطاكية وحاصروها حتى استولوا عليها. هب القائد كمشتكين بقواته وواجه القوات الصليبية في معركة بالقرب من ملطية عام 493 هـ (1100 م)، بعدما كمَن وجيشه في أعالي التلال، وألحقوا الهزيمة بالجيش الصليبي وأسروا قائد الجيش الصليبي بوهيمند وابن عمه ريشارد وغيرهم من الفرسان .
الإرث والوفاة
توفي كمشتكين بن دانشمند عام 1104 م في مدينة سيواس. خلفه ابنه أمير غازي، الذي واصل قيادة الدولة الدانشمندية .

## الحملة الصليبية الأولى
جاءت الحملة الصليبية الأولى، واستولت على مدينة نيقية عاصمة سلطان سلاجقة الروم قلج أرسلان الأول وأنزلوا بالسلاجقة هزيمة أخرى غرب آسيا الصغرى بقيادة الأمير الصليبي بوهيموند الأول النورماني. ثم تقدموا إلى أنطاكية وحاصروها حتى استولوا عليها سنة 491 هـ وأنزلوا الهزيمة بجيوش المسلمين التي قدمت لنجدة أنطاكية. فهب القائد كمشتكين بقواته وواجه القوات الصليبية في معركة بالقرب من ملطية عام 493هـ بعدما كمِن وجيشه في أعالي التلال ليلحقوا الهزيمة المنكرة بالجيش الصليبي ويأسروا قائد الجيش الصليبي بوهيمند وابن عمه ريشارد وغيرهم من الفرسان، ويوقفوا خطرا كان يحدق بالإسلام والمسلمين.

## الحملة الصليبية الثانية
بعد انكسار الحملة الصليبية الأولى ووقوع بوهيمند في الأسر نادى القساوسة والرهبان الناس للتّطوع والتجهز لشن الحملة الصليبية الثانية بعدما وعدوا الناس بصكوك الغفران والجنة، وكان الهدف الرئيسي للحملة الصليبية الثانية هو السيطرة على البلاد المقدسة في الشام، ولكن بعد الضغوط التي مورست على الجيوش الصليبية غيرت مسارها إلى جبال بطنس لتحرير بوهيمند من الأسر. والقضاء على كمشتكين.

## معركة مرسيفان
بعدما علم القائد كمشتكين بالاستعدادات الصليبية راسل الحكام المسلمين وجهز جيوشه لصد العدوان الصليبي، ففي عام 494 حدثت معركة مرسيفان بين الجيوش الإسلامية بقيادة كمشتكين والجيوش الصليبية استمرت ثلاثة أيام كان النصر حليفا لهم بعدما غنم كمشتكين وجيشه آلاف الغنائم ومئات الأسرى.